# Mausoleum von Moulay Ismail
Das Mausoleum von Moulay Ismail ist eine Grabmoschee und befindet sich innerhalb des ehemaligen Palastbezirks (Ville Impériale) des Alawiden-Sultans in der marokkanischen Stadt Meknès. Als Bestandteil der historischen Altstadt von Meknès gehört der Gebäudekomplex seit 1996 zum UNESCO-Weltkulturerbe. Große Teile des Bauwerks können auch von Touristen betreten werden.

## Lage
Die Grabmoschee befindet sich etwa 400 m südöstlich des Bab Mansour, des Eingangstors zur Palaststadt.

## Geschichte
Ende des 17. Jahrhunderts verlegte Sultan Mulai Ismail (reg. 1672–1727) die Hauptstadt Marokkos von Fès nach Meknès. Östlich der Altstadt (medina) ließ er eine neue – allerdings unvollendet gebliebene – Residenzstadt (Ville Impériale) erbauen, zu der auch die Speichergebäude und Stallungen des Heri es-Souani gehören. Die von marokkanischen Architekten Ahmed Eddahbi entworfene und ausgeführte Moschee wurde bereits im Jahr 1703 vollendet; nach seinem Tod fand Mulai Ismail hier seine letzte Ruhestätte in einem von einem Kenotaph bedeckten Grab. Er wird von vielen Marokkanern verehrt, die in ihm die einstige Größe und Bedeutung des Landes personifiziert sehen. Nach der Unabhängigkeit Marokkos (1956) wurde die Grabmoschee seines Vorgängers vom damaligen König Mohammed V. restauriert.

## Architektur

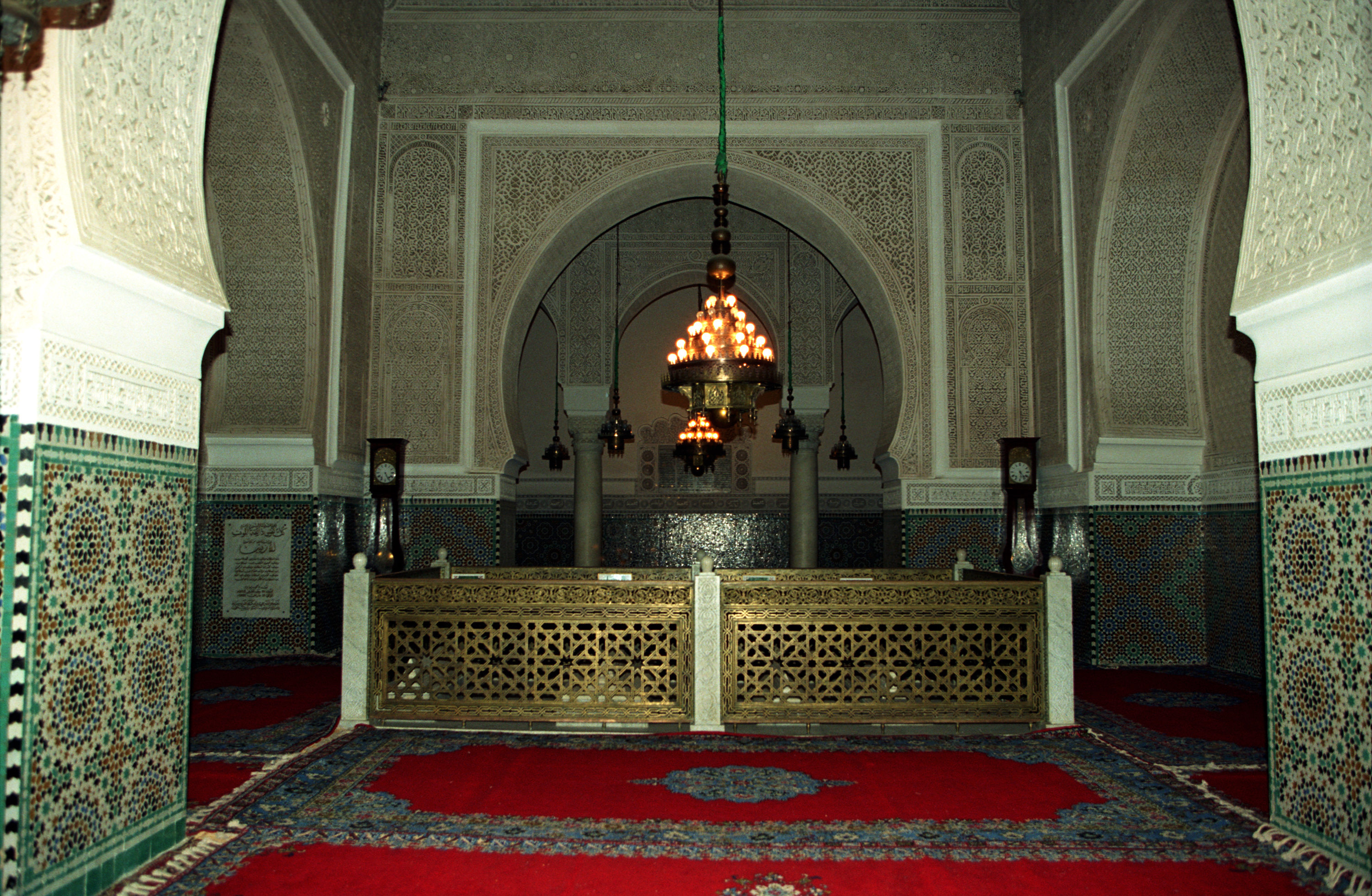
Von Gitterschranken aus Messing eingefasstes Kenotaph Mulai Ismails

Von außen ist der Bau weder als Moschee noch als Mausoleum erkennbar; lediglich ein mit reichhaltigem Steindekor verziertes Portal mit vorkragendem Dach sowie die im Hintergrund sichtbaren grünglasierten Dächer lassen auf ein religiöses Bauwerk schließen. Hinter dem Portal schließen sich ein Eingangssaal mit Brunnenbecken für die im Koran (Sure 5,6) vor dem Gebet vorgeschriebene rituelle Waschung (wudū') und ein schmuckloser, von hohen Mauern umschlossener Hof an, der – erkennbar an der Mihrab-Nische in der Rückwand und den mit Matten bedeckten Kachelfußboden unterhalb von Arkaden – als Außenmoschee genutzt werden kann. Der quadratische Lichthof dahinter verfügt über ein deutlich reichhaltigeres Wanddekor und eine zentrale Brunnenschale innerhalb eines sternförmigen Bodenmosaiks; im Umgang befindet sich ebenfalls eine Mihrab-Nische. In einem mit farbigen Kachelmosaiken und weißgetünchten Stuckornamenten reich dekorierten Nebenraum befindet sich das von einer Messingschranke eingefasste Kenotaph des Sultans. Die beiden Standuhren im Hintergrund sind angeblich Geschenke Ludwigs XIV.
Unter dem eigentlichen Grabraum fanden neben Mulai Ismail auch eine seiner Ehefrauen und sein Sohn Mulai Ahmed al-Dahbi sowie der Sultan Mulai Abd ar-Rahman (reg. 1822–1859) ihre letzte Ruhestätte.

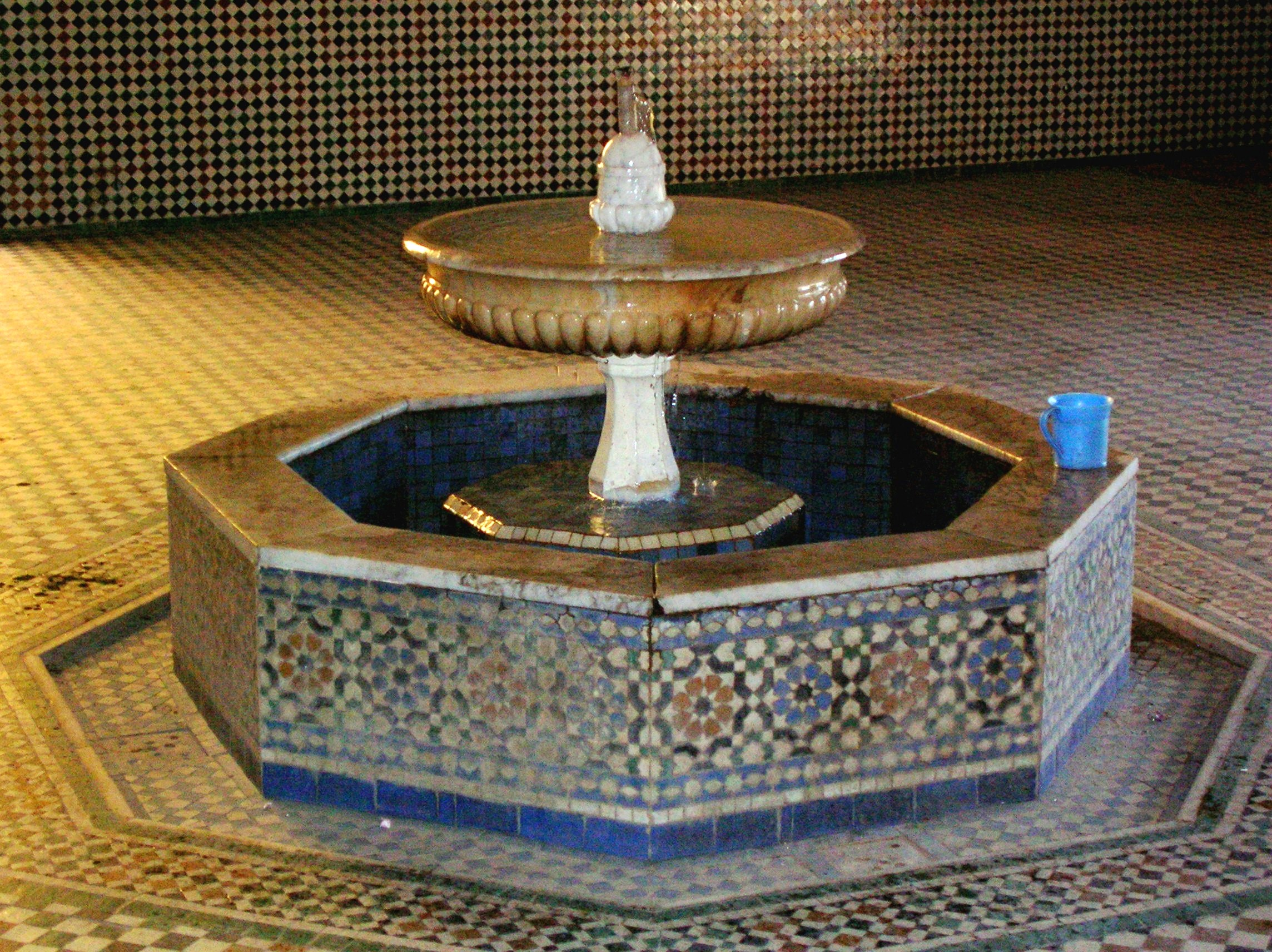
Brunnenbecken im Eingangssaal
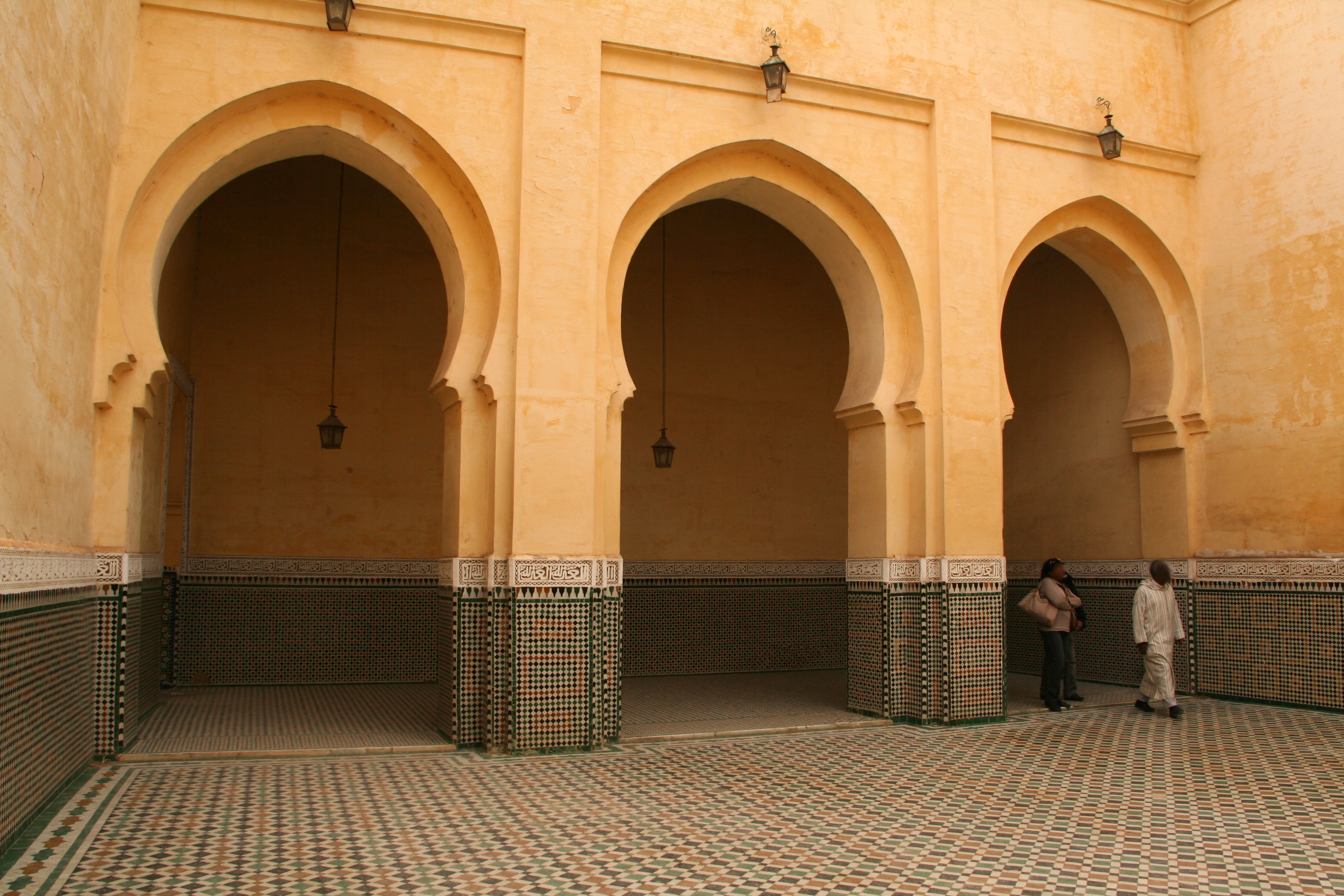
Moscheearkaden im Innenhof
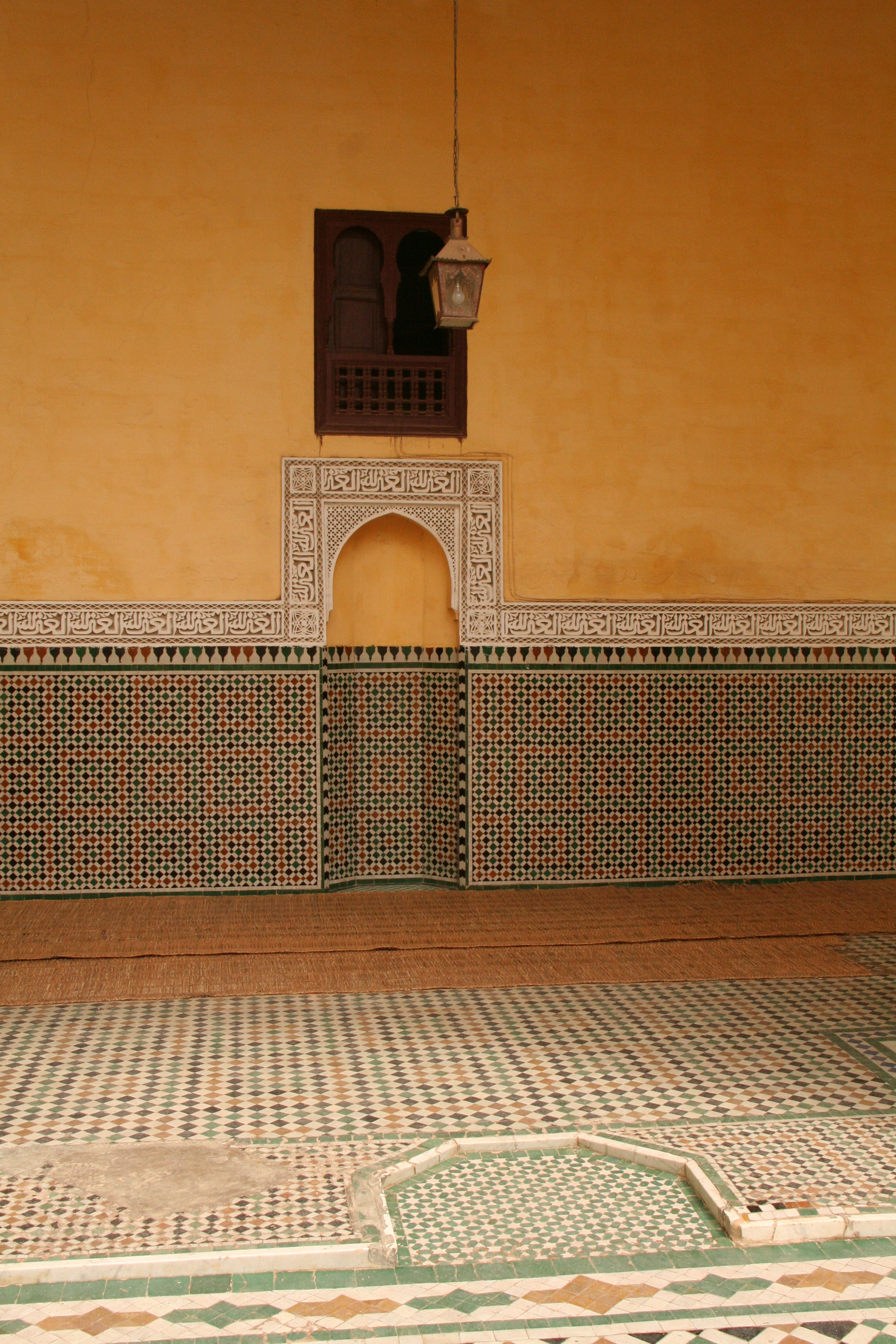
Mihrab-Nische
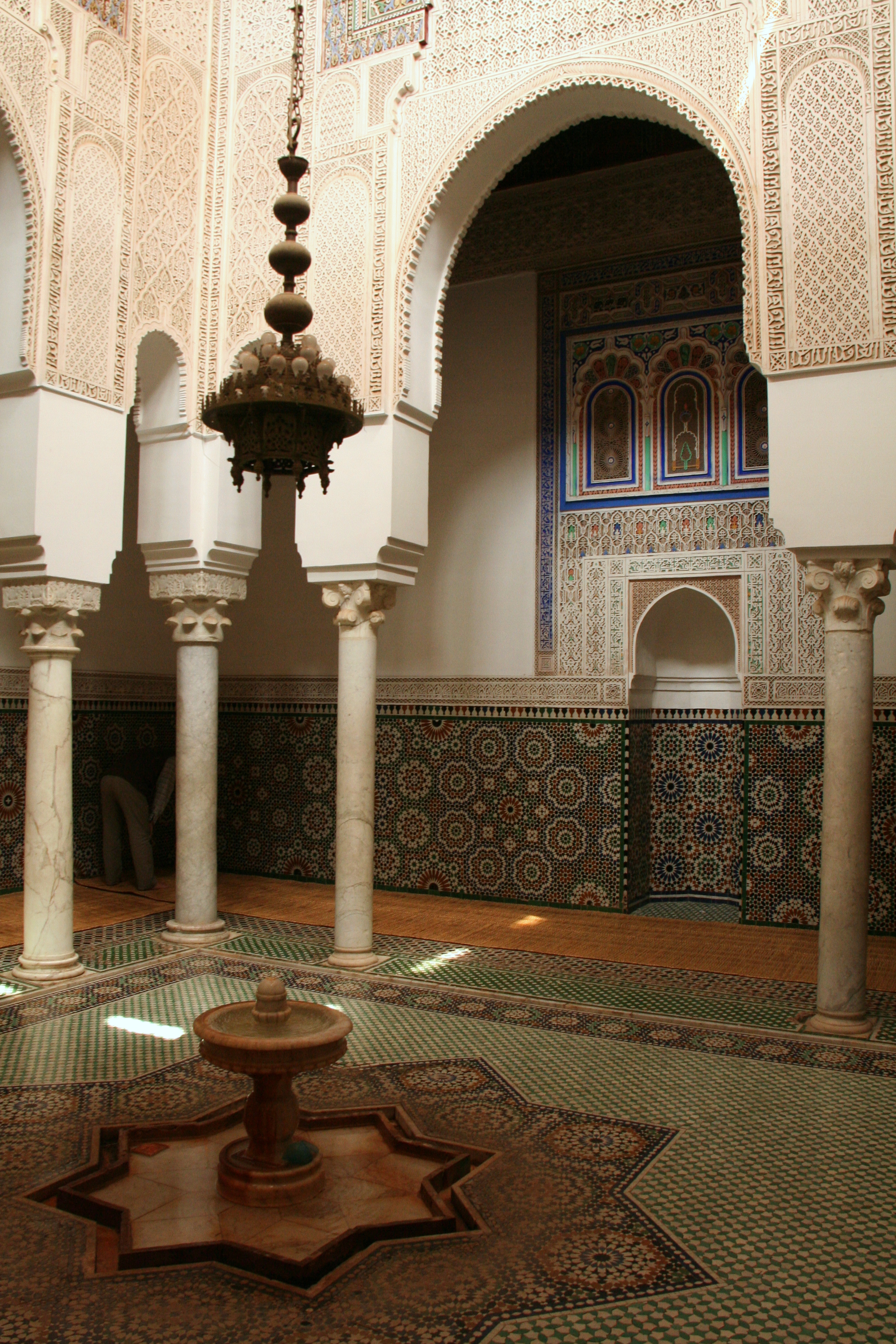
Lichthof mit Brunnenschale
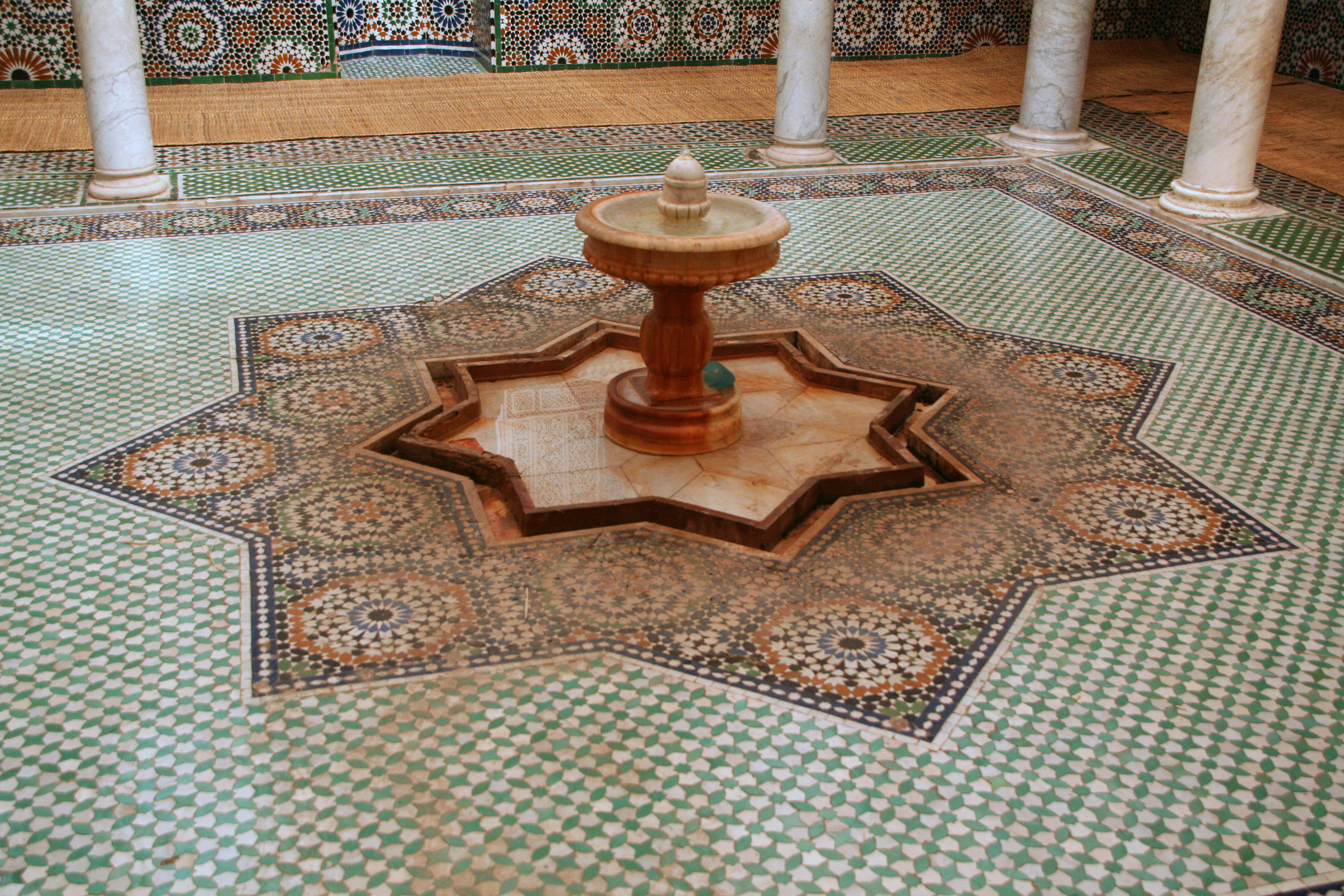
Brunnenschale